# Jehudo Epstein

Jehudo Epstein

Jehudo Meier Epstein (* 6. Juli 1870 in Sluzk, Gouvernement Minsk, Russland; † 16. November 1945 in Johannesburg, Südafrika) war ein jüdischer Maler, der aus dem Gebiet des heutigen Belarus stammte, den überwiegenden Teil seines Lebens aber in Österreich verbrachte.

## Leben
Epstein erhielt ersten Zeichenunterricht in Wilna bei Iwan Petrowitsch Trutnew. Er durfte aufgrund seiner Herkunft nicht an der Akademie der Künste in Sankt Petersburg studieren. Er ging dann ohne Empfehlungen und ohne Kenntnis der deutschen Sprache nach Wien, wo er 1888 bis 1894 an der Wiener Akademie bei August Eisenmenger studierte.
1894 und 1900 gewann Epstein den Preis der Ersten Michael Beer’schen Stiftung für Maler jüdischer Religion, der jeweils mit einem Stipendium für eine einjährige Italienreise mit mindestens achtmonatigem Studienaufenthalt in Rom dotiert war. Weitere Reisen führten ihn durch mehrere europäische Länder und auch nach Palästina.
Während des Ersten Weltkriegs war Epstein Mitglied der Kunstgruppe im k.u.k. Kriegspressequartier.
1920 fand in Wien eine umfassende Ausstellung seiner Bilder im Künstlerhaus statt, aus deren Anlass er den Reichl-Preis erhielt und mit dem Titel Professor geehrt wurde. 
Im Jahre 1935 emigrierte Jehudo Epstein nach Südafrika.
Seine Urne wurde auf dem Wiener Zentralfriedhof in der Israelitischen Abteilung beigesetzt.

## Leistung
Jehudo Epstein hatte in den ersten Jahrzehnten des 20. Jahrhunderts mit seinen realistischen Bildern aus dem jüdischen Alltag und Volksleben, das er idealisierend darstellte, großen Erfolg. Daneben schuf er auch biblische Szenen, Genrebilder, Porträts von Persönlichkeiten der Gesellschaft und Landschaften, meist in relativ dunkler Farbpalette. Er wurde zu seinen Lebzeiten als einer der bedeutendsten jüdischen Maler angesehen.

## Post mortem
Am 19. September 2014 wurde das Gemälde „Die Kaffeestunde. Fanny, die Schwester des Künstlers“ vom Jüdischen Museum Wien an die beiden Großnichten des Künstlers restituiert.

## Werke
- Schachspielende polnische Juden (Privatbesitz), 1892, Öl auf Leinwand, 53,5 × 56,5 cm
- Schach matt (Wien, Auktion Dorotheum, 11. Dezember 1945), 1892, Öl auf Leinwand, 37 × 46 cm[3]
- Frau Hilde Radnay (Wien, Österreichische Galerie Belvedere), 1908, Öl auf Leinwand, 127,5 × 86,5 cm
- Vorbereitung für das Fest (Wien, Österreichische Galerie Belvedere), 1912, Öl auf Leinwand, 161 × 192 cm
- Betendes Bauernvolk in Burano (ehemals Nelly und Bernhard Altmann), 1914, Öl auf Leinwand, 130 × 150 cm.[4]
- Selbstbildnis (ehemals Nelly und Bernhard Altmann), 1921, Öl auf Leinwand.[5]
- Frau am Brunnen in Burano (Wien, Auktionshaus J. Fischer, 1936), undatiert (vor 1936), Öl[6]
- Michiko Meinl mit Blumenstrauß (Wien, Leopold Museum, Inv. Nr. 530), 1929, Öl auf Leinwand, 114 × 82 cm
- Flußlandschaft (ehemals Nelly und Bernhard Altmann), undatiert (vor 1938), Öl auf Leinwand, 70 × 105 cm.[7]